# 伊賀屋駅
伊賀屋駅（いがやえき）は、佐賀県佐賀市兵庫町若宮にある、九州旅客鉄道（JR九州）長崎本線の駅である。駅番号はJH07。

## 歴史

### 年表
- 1928年（昭和3年）12月1日：鉄道省の駅として開設[2]。
- 1962年（昭和37年）2月15日：貨物取扱廃止[2]。
- 1973年（昭和48年）9月：当駅を含む区間が複線化[3]。
- 1974年（昭和49年）
  - 3月5日：荷物扱い廃止[4]。
  - 4月1日：無人駅化[注釈 1][6]。
- 1976年（昭和51年）：当駅を含む区間が電化[3]。
- 1987年（昭和62年）4月1日：国鉄分割民営化に伴い、JR九州に移管[2]。
- 1994年（平成6年）10月：自動券売機設置[3]。
- 2003年（平成15年）：駅舎改築[1]。
- 2009年（平成21年）3月1日：ICカード「SUGOCA」の利用を開始[7]。
- 2010年（平成22年）4月1日：簡易委託解除。

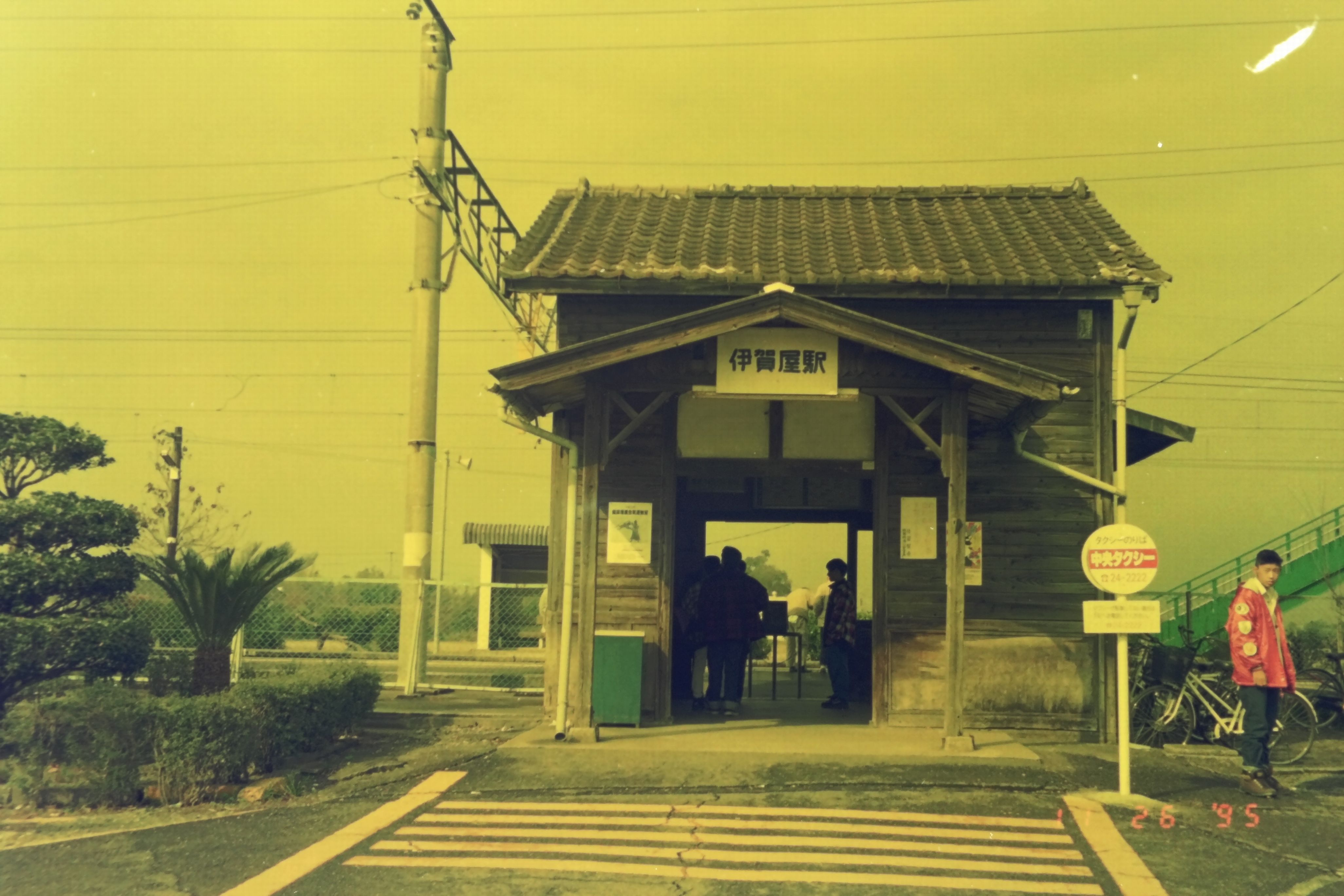
旧駅舎（1993年）

### 開設の経緯
1891年（明治24年）8月20日、九州鉄道により佐賀線（後の国鉄長崎本線）鳥栖 - 佐賀間が開業した。当時神埼駅 - 佐賀駅の9 km余の区間に駅は設けられなかった。
1925年（大正14年）、不便さを感じていた当地周辺の兵庫村・久保泉村・金立村（以上現佐賀市）・西郷村・境野村（以上現神埼市）の有志が会合を開き、駅誘致運動を開始する。県や国への働き掛けを続けた結果、1928年（昭和3年）に駅開設が決定され、同年12月開設に至る。
駅名は所在地の地区名に由来する。江戸時代、この地の集落は伊賀屋村（井茅村）と呼ばれていた記録がある。

### 開設後
1933年（昭和8年）までに、伊賀屋と北の脊振村（現・神埼市脊振町）方面、及び南西の兵庫村中心部や佐賀市中心部方面を結ぶ県道が開通。市営バスが市中心部とを結ぶ路線を設置した。
脊振村方面の林産物が県道を経由し、当駅から出荷された。また貨物の取り扱いも行われた。駅前には伊賀屋郵便局が設置され、商店や住宅が建ち並んだ。
その後駅需要が減少、貨物取扱が廃止され無人駅化、1994年（平成6年）には郵便局も市街地である兵庫南2丁目に移転し兵庫町郵便局と改称した。

## 駅構造
相対式ホーム2面2線ホームを有する地上駅。互いのホームは跨線橋で連絡している。ホームは817系電車に対応して2両分が嵩上げされており、段差無しで乗降可能。
無人駅で、駅舎には自動券売機が1台設置されている。かつては簡易委託駅で準常備式乗車券類発売駅であり、駅前の商店で発売されていたが駅舎内設置の自動券売機での発券が増加したことに伴い2010年（平成22年）3月末限りで発売終了となった。

### のりば
| のりば | 路線     | 方向 | 行先                           |
| ------ | -------- | ---- | ------------------------------ |
| 1      | 長崎本線 | 下り | 佐賀・江北・肥前鹿島・早岐方面 |
| 2      | 長崎本線 | 上り | 鳥栖・博多方面                 |

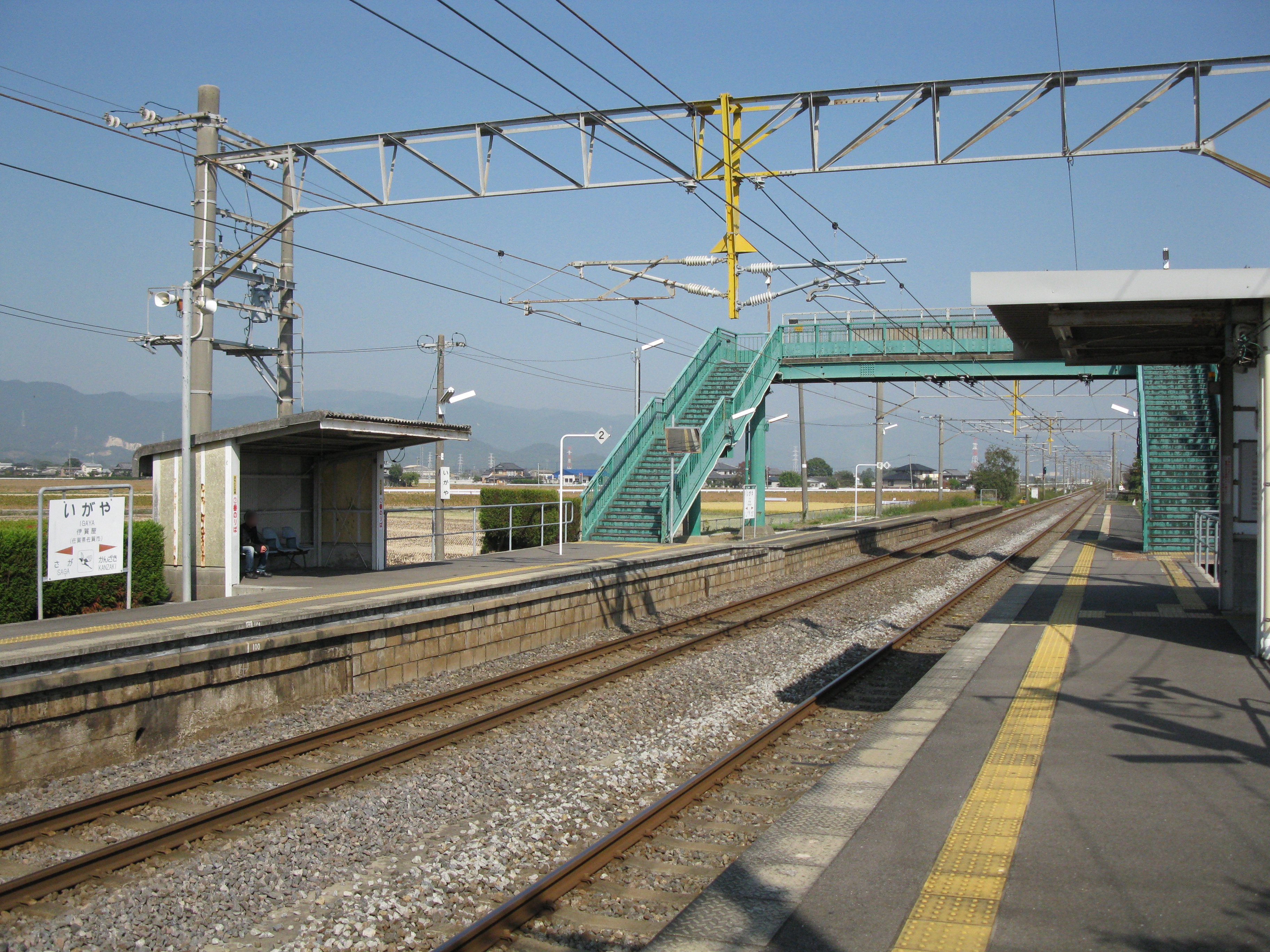
ホーム（2009年10月）

## 利用状況
2011年度の1日平均乗車人員は253人である。
| 年度   | 1日平均 乗車人員 |
| ------ | ---------------- |
| 2000年 | 213              |
| 2001年 | 222              |
| 2002年 | 212              |
| 2003年 | 211              |
| 2004年 | 229              |
| 2005年 | 237              |
| 2006年 | 258              |
| 2007年 | 263              |
| 2008年 | 267              |
| 2009年 | 264              |
| 2010年 | 248              |
| 2011年 | 253              |

## 駅周辺
北側は田んぼが広がる。住宅はやや多い。
- 独立行政法人高齢・障害・求職者雇用支援機構佐賀支部 佐賀職業能力開発促進センター（愛称：ポリテクセンター佐賀）
- 佐賀コンピュータ専門学校
- 伊賀屋天満宮
- 佐賀県道223号伊賀屋停車場線 - 駅前と県道51号を結ぶ約500 mの道路。
- 佐賀県道51号佐賀脊振線
- 佐賀市営バス 伊賀屋・清友病院線 伊賀屋バス停 - 駅舎から約400 m西方

## 隣の駅
九州旅客鉄道（JR九州）
 長崎本線
■区間快速（上りのみ運転）・■普通
神埼駅 (JH06) - 伊賀屋駅 (JH07) - 佐賀駅 (JH08)